# Xã Eckvoll, Quận Marshall, Minnesota
Xã Eckvoll (tiếng Anh: Eckvoll Township) là một xã thuộc quận Marshall, tiểu bang Minnesota, Hoa Kỳ. Năm 2010, dân số của xã này là 77 người.